# Stefano Poda
Stefano Poda, nacido en Trento, Italia, es un director de escena, escenógrafo, figurinista, diseñador de luces y coreógrafo italiano.

## Poética y crítica
Con la finalidad de una interpretación operística estéticamente unitaria, Stefano Poda reúne las funciones de director de escena, escenógrafo, figurinista, diseñador de luces y coreógrafo. Ha recorrido y recorre, con su característico sello estético, las ciudades de todo el mundo. 
Sus puestas en escena, por un peculiar estilo, han despertado no solo singular interés del público teatral y televisivo, sino que han obtenido también una excelente acogida de crítica, que le han valido titulares de Roger Alier como “Stefano Poda: el mágico prodigioso” en La Vanguardia de Barcelona. 
El País, en España, ha comentado: “Sus puestas en escena son tremendamente cargadas en lo conceptual, con segundas e intricadas terceras lecturas, pero funcionan también en la primera, en la inmediatez de la sensualidad escénica. Detrás hay una mente teórica de alto voltaje, pero también hay una genuina mente de teatro que sabe convertir en imágenes cautivadoras las ideas, una mente que sabe pensar en términos de escenario, que sabe iluminar exquisitamente, que crea un vestuario fantástico, que maneja un complejo movimiento de masas y personajes y que, al final, crea una producción sólidamente fundada en lo dramatúrgico y abarrocada y difícil en la creación.” (El País, Año XXII.N.º 7.297). Jaume Radigales, crítico de La Vanguardia, en varios ensayos publicados (“El Esteta Sabio” del 1996; “La genial búsqueda del mito” del 1997; “Samson y el bautismo laico de Stefano Poda” del 1999; “Stefano Poda o el Fausto de la modernidad” del 2001) tilda su estilo de “Decadentismo Trágico”.

## Realizaciones
A partir de 1994 ha realizado más de 100 espectáculos entre España, Portugal, Italia, Sudamérica (Uruguay, Brasil, Argentina), Centroamérica, Bulgaria, Bélgica y USA. 
En el Teatro Regio de Turín, en diciembre de 2008, firma la dirección escénica, la escenografía, el vestuario, las luces y la coreografía de la nueva producción de Thaïs de Massenet, representada con enorme éxito de público bajo la dirección musical de Gianandrea Noseda  y con Barbara Frittoli en el rol protagónico. Realiza el vestuario en la sastrería  Tirelli,  de Roma. La RAI produce un DVD en alta definición, editado por  RAI Trade  y distribuido por Arthaus. 
En noviembre de 2009 pone en escena Falstaff en la Opéra Royal de Wallonie en Liège, retransmitido en 3D en 140 salas cinematográficas en USA, Italia, España, Bélgica.
En 2009 prepara también Il Concilio de' Pianeti di Albinoni con Claudio Scimone y I Solisti Veneti. En 2010, para el Teatro delle Muse de Ancona, prepara Hin und Zurück de Hindemith y L’Heure Espagnole de Ravel, y en febrero de nuevo Don Giovanni para el Palm Beach Opera Festival.
De sus puestas en escenas más recientes han sido realizados 3 Dvd: Thaïs, realizado por RaiTrade y distribuido por Arthaus, Falstaff por Dynamic e Il Concilio de' Pianeti por Metisfilm.
Además ha creado una puesta en escena para: Requiem de Mozart (1999); Stabat Mater de Pergolesi (2001); Réquiem de Fauré (2004).
En diciembre de 1999, en el Teatro Solís  de Montevideo, desmantelado durante su reconstrucción, crea El Crepúsculo de un siglo sobre el Requiem de  Mozart, un espectáculo de metáforas teatrales que involucra a más de 300 artistas. En mayo de 2001, inaugura, en Montevideo, después de treinta años de reconstrucción, el Nuevo Teatro del Sodre, con una nueva producción de Aida. 
Es autor de La Isla de los Cipreses, obra para cantantes, actores, ballet, coro y orquesta, estrenada en 2002, en ocasión del 105 aniversario del Teatro Nacional de Costa Rica, emitida por Canal 13. En 2005 pone en escena una adaptación de la Divina Commedia de Dante.
- 1994 - La Traviata de Verdi;
- 1995 - Don Giovanni de Mozart (con diez reposiciones hasta el 2007 en diferentes teatros de Europa y Sudamérica, transmitida tres veces por Televisión Española);
- 1995 - Così fan tutte de Mozart (en Santander);
- 1995 - Nabucco de Verdi (que abrió la temporada del São Carlos de Lisboa y fue retransmitida por RTP);
- 1995 - Anna Bolena de Donizetti (en 97, con reposiciones en Oviedo y Montevideo, emitida por Canal 33 en Barcelona y por Canal 5 en Montevideo)
- 1995 - Lucia di Lammermoor de Donizetti
- 1995 - Madama Butterfly de Puccini (dos diferentes producciones nuevas, en 1998 y en 2002)
- 1996 - Die Zauberflöte de Mozart (repuesta siete veces entre Europa y Sudamérica, televisada por TVE en España, por Rede Globo en Brasil y por Canal 4 en Montevideo);
- 1998 - Falstaff de Verdi (en 98, grabada por TVE y emitida por Canal Digital; en 2007 una nueva producción para el Teatro Nacional de Costa Rica);
- 1998 - Aida de Verdi (tres diferentes producciones nuevas en 1998, en 2001 y en 2005, con 1200 artistas sobre el escenario, al aire libre);
- 1998 - La Serva Padrona de Pergolesi;
- 1999 - Maria Stuarda de Donizetti;
- 1999 - Samson et Dalila de Saint-Saëns (con Dolora Zajick)
- 2000 - Orfeo ed Euridice de Gluck;
- 2000 - La Medium de Menotti;
- 2001 - Macbeth de Verdi (dos producciones, una al aire libre);
- 2001 - Mefistofele de Boito;
- 2003 - La Forza del Destino de Verdi;
- 2003 - Faust de Gounod;
- 2004 - Il Trovatore de Verdi;
- 2007 - Las bodas de Figaro de Mozart;
- 2007-08- Falstaff de Verdi (2007 e 2008; 2009 nueva realización);
- 2008 - Medea de Cherubini;
- 2008 - Carmen de Bizet;
- 2008 - Faust de Gounod;
- 2008 - Thaïs de Massenet (Teatro Regio de Turín);
- 2009 - Don Giovanni de Mozart (nueva realización);
- 2009 - Falstaff de Verdi (Jerez de la Frontera)
- 2009 - Il Concilio de' Pianeti (en el Palazzo della Ragione de Padua)
- 2009 - Falstaff de Verdi (en la  Opéra Royal de Wallonie en Liège)
- 2010 - Don Giovanni de Mozart (en el Palm Beach Opera Festival)
- 2010 - Rigoletto de Verdi para el Teatro Verdi de Padua
- 2011 - Il Trittico (Giacomo Puccini, Teatro Colón)
- 2011 - Leggenda de Alessandro Solbiati, en primera ejecución mundial (en el Teatro Regio de Turín)
- 2011 - Lucia di Lammermoor de Donizetti para el Teatro Verdi de Padua
- 2012 - Maria Stuarda de Donizetti para el Operhaus de Graz, luego representada en Bilbao en 2013 para la ABAO-OLBE
- 2012 - Il trovatore de Verdi para el Festival de Atenas, en el Odeón de Herodes Ático
- 2013 - Attila de Verdi al aire libre en St. Gallen
- 2013 - Nabucco de Verdi para la Fondazione lirica G. Verdi de Trieste y el Teatro Verdi de Padua
- 2013 - Don Carlo de Verdi en Erfurt, como inauguración de la temporada
- 2014 - Tristan und Isolde de Wagner como inauguración del 77mo Maggio Musicale Fiorentino, dirigido por Zubin Mehta
- 2015 - Faust de Gounod para el Teatro Regio di Torino, dirigido por Gianandrea Noseda, luego presentado en Lausanne (2016), Tel-Aviv (2017), Lieja (2018) y Buenos Aires (2022)
- 2015 - Otello de Verdi para la Ópera Nacional de Hungría, 2015
- 2016 - Ariodante de Georg Friedrich Händel para la Óperra de Lausanne
- 2016 - Der Titan, un montaje sobre la primera Sinfonía de Mahler para el Theatro Municipal de São Paulo
- 2016 - L’elisir d’amore de Donizetti para la Opéra national du Rhin de Estrasburgo
- 2016 - Fosca de Antônio Carlos Gomes, Teatro Municipal de São Paulo
- 2016 - Il trovatore de Verdi para el Teatro Lirico di Cagliari
- 2017 - Borís Godunov de Modest Músorgski para la Korea National Opera
- 2017 - Lucia di Lammermoor de Donizetti para la Ópera de Lausanne
- 2018 - Turandot de Puccini para el Teatro Regio di Torino,
- 2018 - Roméo et Juliette de Gounod para el National Center for the Performing Arts en Beijing
- 2019 - Ariane et Barbe-Bleue de Paul Dukas para el Théâtre du Capitole Toulouse
- 2019 - Orfeo ed Euridice de Christoph Willibald Gluck, en el Teatro Romano de Plovdiv
- 2019 - Los cuentos de Hoffmann de Jacques Offenbach para la Opéra de Lausanne, 2019, presentado luego en Tel-Aviv (2022)
- 2019 - Tosca de Giacomo Puccini para el Staatstheater am Gärtnerplatz
- 2020 - Nabucco de Giuseppe Verdi como abertura del Teatro Colón de Buenos Aires, 2020 y 2022
- 2021 - Tosca de Giacomo Puccini, para el Bolshoi de Moscú, 2021
- 2021 - Nabucco de Giuseppe Verdi como apertura del teatro nacional para la Korean National Oper
- 2022 - Los cuentos de Hoffmann de Jacques Offenbach como nueva  producción para el Staatstheater am Gärtnerplatz de Múnich
- 2022 - Rusalka de Antonín Dvořák, para el Théâtre du Capitole Toulouse en Toulouse

- Datos: Q3972658